# Анпут
Анпут је богиња у древној египатској религији. Њено име се у хијероглифима пише као jnpwt, а у средњоегипатском језику реконструисано је као /ʔan.ˈpa.wat/ или /jan.ˈpa.wat/. На енглеском се њено име понекад транслитерационо преноси као Анупет, Инпут или Инепут.
Као женски пандан свог мужа Анубиса, њено име садржи завршни суфикс -t, који означава женски род jnpwt.
Као Анубисова супруга, Анпут је богиња мртвих, повезана са сахранама и мумификацијом. Поред тога, сматрана је богињом заштите и често је довођена у везу са пустињом, коју су древни Египћани доживљавали као царство мртвих.
За разлику од Анубиса, Анпут нема значајну улогу у египатској митологији, али се веровало да бди над телом Озириса, бога загробног живота, преузимајући улогу његовог заштитника у тренутку његове смрти.
У Текстовима пирамида приказана је као змија која „освежава и прочишћава“ фараона. Такође се веровало да доноси воду духовима мртвих док чекају завршетак своје мумификације.

## Приказ
Обично је приказивана као жена која на глави носи круну са шакалом који лежи на перу, што је мотив видљив и на статуи божанске тријаде Хатор, Минкерех и Анпут. Ређе је представљана са телом жене и шакалском главом.
Шакал је био животиња за коју се веровало да поседује оштра чула, посебно у откривању мириса тела која се распадају. Ова веза са смрћу и његова перцепција чистача учинили су шакала одговарајућим симболом за чување душа у оном свету. У неким случајевима, Анпут је приказана као краљевска жена украшена лепршавом одећом и величанственом круном, која одише дахом милости и моћи. Као одана Анубисова жена, она учествује у његовој божанској одговорности као чувар преминулих, водећи душе на њиховом трансцендентном путовању.

## Митологија
Анпут је женски пандан бога Анубиса, мајка Кебехет (богиње прочишћења) и персонификација седамнаестог нома Горњег Египта. Такође је сматрана заштитницом тела Озириса, бога загробног живота.